# Margarete Schuck
Margarete Schuck (Pseudonyme: M. Gontard-Schuck, Lutz von Bollanden; Emil Peterhans, * 22. März 1861 in Gumpelstadt, Thüringen; † 1950 in Dortmund) war eine deutsche Schriftstellerin.

## Leben
Margarete Schuck lebte in Wesermünde, später in Dortmund. Sie veröffentlichte zwischen 1914 und 1924 eine Reihe von erzählenden Werken; ihren größten Erfolg hatte sie mit ihrem Debütwerk, dem 1914 erschienenen autobiografischen Roman Seelenverkäufer, der 1919 von Carl Boese verfilmt wurde.

## Werke
- Seelenverkäufer, Berlin 1914 (unter dem Namen M. Gontard-Schuck)
- Schiffbruch im Hafen, Berlin 1920 (unter dem Namen M. Gontard-Schuck)
- Daphne, Heinbronn a.N. 1921 (unter dem Namen M. Gontard-Schuck)
- "Scheidung?", Bremerhaven 1921 (unter dem Namen M. Gontard-Schuck)
- Dschaganath, der rote Gott, Leipzig 1922 (unter dem Namen Emil Peterhans)
- Das Glück der Ute Uphoff, Bremerhaven 1922 (unter dem Namen Lutz von Bollanden)
- Die Vogelfreien, Berlin 1924 (unter dem Namen M. Gontard-Schuck)